# Oxyurostylis salinoi
Oxyurostylis salinoi is een zeekommasoort uit de familie van de Diastylidae. De wetenschappelijke naam van de soort is voor het eerst geldig gepubliceerd in 1966 door Brum.